# Chief Keef
Keith Cozart (Chicago, Illinois, SAD, 15. kolovoza 1995.), poznatiji po svom umjetničkom imenu Chief Keef, američki je reper. Njegova glazba bila je popularna tijekom njegovih tinejdžerskih godina ranih 2010-ih među adolescentima iz Južnog Chicaga. U 2012., njegov popularni singl "I Don't Like" remiksirao je Kanye West koji je završio među Billboard Rap Top 20, donijevši mu svjetsku slavu i popularnost. Nadmetanje između velikih izdavača rezultirala su njegovim potpisivanjem s Interscopeom recordsom. Njegov debitantski album Finally Rich objavljen je u prosincu 2012., a sadržavao je popularne singlove "I Don't Like" i "Love Sosa", koji će podžanr hip-hop glazbe − drill dodatno popularizirati i izvan samog Chicaga.

## Diskografija

### Studijski albumi
- Finally Rich (2012.)
- Nobody: The Album (2014.)
- Bang 3 (2015.)
- Dedication (2017.)
- 4NEM (2021.)

### Miksani albumi
- The Glory Road (2011.)
- Bang (2011.)
- Back from the Dead (2012.)
- For Greater Glory Vol. 1 (2012.)

## Vanjske poveznice
- Chief Keef na Twitteru
- Chief Keef na Allmusicu
- Chief Keef na Discogsu
- Chief Keef na Billboardu
- Chief Keef  Arhivirana inačica izvorne stranice od 13. studenoga 2012. (Wayback Machine) na MTV